# أنتوني ليويلين
أنتوني ليويلين (بالإنجليزية: Anthony Llewellyn) هو مستكشف بريطاني وأمريكي، ولد في 22 أبريل 1933 في كارديف في المملكة المتحدة، وتوفي في 2 يوليو 2013.